# Jagdgeschwader 141
A Jagdgeschwader 141 foi uma asa de caças da Luftwaffe, durante a Alemanha Nazi. Foi formada no dia 1 de Novembro de 1938 em Jüterbog-Damm a partir do II./JG 132. Dois meses mais tarde, no dia 1 de Janeiro de 1939, a unidade foi extinta para formar o I./ZG 141.